# Kaalepi
Kaalepi är en ort i Estland. Den ligger i Albu kommun och landskapet Järvamaa, i den centrala delen av landet, 60 km sydost om huvudstaden Tallinn. Kaalepi ligger 87 meter över havet och antalet invånare är 222.
Terrängen runt Kaalepi är platt, och sluttar västerut. Runt Kaalepi är det glesbefolkat, med 8 invånare per kvadratkilometer. Närmaste större samhälle är Aravete, 6,4 km nordost om Kaalepi. I omgivningarna runt Kaalepi växer i huvudsak blandskog.